# Cilindro-cabeça-setor

Esquema dos elementos de um disco duro

Esboço simplificado do funcionamento mecânico de um disco duro:
A: Prato - B: Braço - C: Cabeça - D: Cilindro - E: Pista/trilha - F: Setor

Cilindro-cabeça-sector, de sigla CHS (do inglês Cylinder-Head-Sector) é um modo de acesso para discos rígidos com capacidade inferior a 8 gigabytes.

## Definições

### Cilindros
Um cilindro é uma divisão de dados em uma unidade de disco, conforme usado no modo de endereçamento CHS de um disco de Arquitetura de Bloco Fixo ou no modo de endereçamento cilindro-cabeça-registro (CCHHR) de um disco CKD.
O conceito são fatias concêntricas, ocas e cilíndricas através dos discos físicos (pratos), coletando as respectivas trilhas (pistas) circulares alinhadas através da pilha de pratos. O número de cilindros de uma unidade de disco é exatamente igual ao número de trilhas em uma única superfície na unidade. Ele compreende o mesmo número de trilha em cada prato, abrangendo todas as trilhas em cada superfície do prato que é capaz de armazenar dados (sem considerar se a trilha é ou não "ruim"). Os cilindros são formados verticalmente por trilhas. Em outras palavras, a trilha 12 no prato 0 mais a trilha 12 no prato 1 etc. é o cilindro 12.
Outras formas de dispositivo de armazenamento de acesso direto (DASD), como dispositivos de memória de tambor ou o IBM 2321 Data Cell, podem fornecer endereços de blocos que incluem um endereço de cilindro, embora o endereço de cilindro não selecione uma fatia cilíndrica (geométrica) do dispositivo .

## Características
CHS atribui uma localização a cada bloco de dados com uma tripla de valores que definem o cilindro, a cabeça e o setor em que se encontram. Este sistema funciona bem em dispositivos de discos rígidos, como as fitas de dados. Este sistema CHS estreou em as unidades RLL e MFM. Este e o seu sucessor, o ECHS (Extended Cylinder-Head-Sector), foram usados nas primeiras unidades ATA. Hoje em dia é utilizado com o limite máximo de 8 GB, para os discos rígidos de última geração é utilizado endereçamento de bloco lógico - LBA (logical block addressing), que tem um limite de 8 ZB.

## Fórmula
Para calcular o espaço em bytes de um disco rígido ou disquete usando CHS é:
H {\displaystyle \times }C {\displaystyle \times } S {\displaystyle \times } TS = E
Onde H é o número total de cabeças, C o número total de cilindros por cabeça, S o número total de setores por cilindro, TS o tamanho do setor (geralmente de 512 bytes) e E o espaço total em bytes do disco. Assim, para calcular o tamanho total de um disquete de 1,44 MB seria: (2) x (80) x (18) x (512) = 1,474.560 bytes (cerca de 1,44 MB)